# لوجستيات

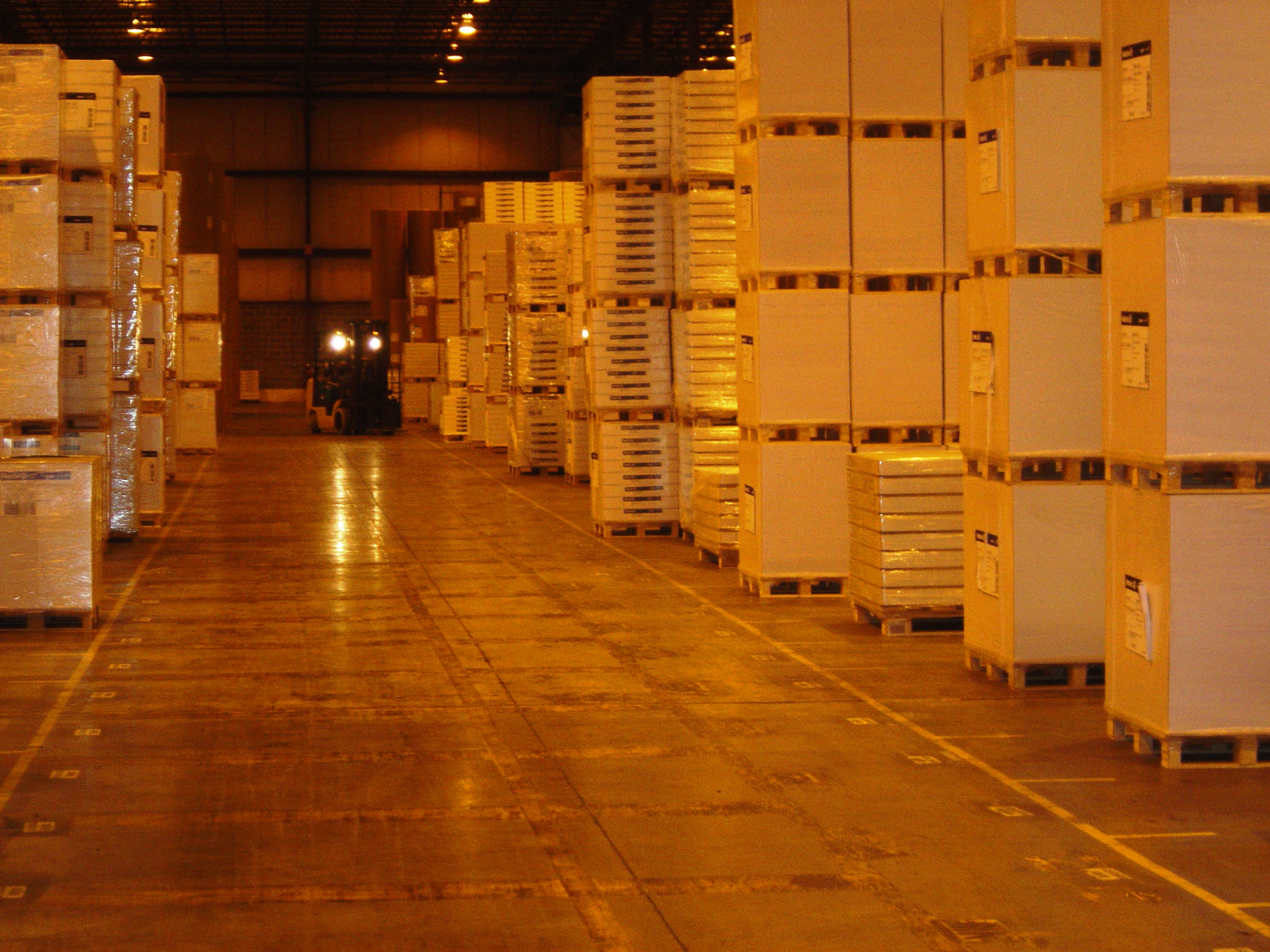
مستودع لوجستي للبضائع

فَنُّ السَّوْقِيَّات أو اللوجستية (بالإنجليزية: Logistics)‏ هو فن وعلم إدارة تدفق البضائع والطاقة والمعلومات والموارد الأخرى كالمنتجات، الخدمات وحتى البشرية من منطقة الإنتاج إلى منطقة الاستهلاك. ومن الصعب أو حتى من المستحيل إنجاز أيّة تجارة عالمية أو عملية (استيراد/تصدير) نقل للمواد الأولية أو المنتجات وتصنيعها دون دعم لوجستي احترافي. حيث تتضمن اللوجستيات: تجميع المعلومات، النقل، الجرد، التخزين، المعالجة المادية والتغليف (الصندقة).

## أهداف اللوجستية
أهداف اللوجستية بحسب ج.س. بكور (JC Becour) وهـ. بوكان (H Bouquin)، يمكن أن يعبر عنها بالتالي:
- على المدى القصير : تحسين التدفق المادي من المنبع إلى المصب. وهذا يؤدي إلى:

 تعريف برامج الشراء والإنتاج.
 برمجة الشحنات.
 تنظيم خدمات ما بعد البيع وتوزيع قطع الغيار.
 استمرارية العمليات من خلال إنشاء خطة صيانة.
- على المدى المتوسط : في أفق خطط العمل والميزانيات تهدف اللوجستية إلى:

 تحديد الإجراءات التي تتحكم في التكاليف اللوجستية للخدمات التي اختارت الشركة تطويرها،
 على سبيل المثال: إذا قررت الشركة تنفيذ عملية الإنتاج وفقا لمبدأ التمايز المؤجل، فمن المفترض ان اللوجستية تساعد على فهم وتحسين كافة بارامترات الإنتاج والتخزين المعنية من هذا النوع من التنظيم.
 تقديم المشورة للمسيرين لتمكينهم من اختيار العمليات التي يجب أن تضمنها الشركة بنفسها والتي لها مصلحة في تفويضها بالتعاقد مع شركات متخصصة.
 مثال: هل ينبغي أن نضمن خدمة ما بعد البيع للعملاء؟ أو من الأفضل الاستعانة بمصادر خارجية.
 الإسهام بشكل كبير في تحقيق الاستفادة المثلى من الاستثمارات أو من رأس مال الشركة.
- على المدى الطويل: على المنظور طويل الأجل، فإن الغرض من الخدمات اللوجستية هو:

 مساعدة المنظمة على السيطرة على التعقيد، وعدم اليقين من الآجال والتأخير الناتج عن تعدد المنتجات والاسواق.
 تحديث مستمر لمعرفة الأثر الذي يكون للوجستية على تكاليف تشغيل العملاء والمنظمة.
 منح المنظمة - عند الاقتضاء - ميزة تنافسية من خلال تقديم خدمات لوجستية أفضل وأكثر ملائمة لعملائها.

## أصل الكلمة والتعريف
يعود أصل الكلمة إلى اللغة الإغريقية القديمة وتأتي من كلمة لوجوس (λόγος) وتعني «نسبة، حساب، سبب، خطاب». وقد انتقل استخدام الكلمة من حاجة الجيش إلى التزود بالإمدادات خلال تحركهم من قواعدهم إلى المواقع إلى المجال الاقتصادي.
تتضمن اللوجستية العديد من النشاطات المنفصلة المنظمة، في عام 1991 عرّف مجلس إدارة السَّوقيَّات وهي منظمة تجارية أسست في الولايات المتحدة الأمريكية عرفتها بأنها «عملية التخطيط والتنفيذ والتحكم بالتدفق والتخزين الضروري المؤثر للبضائع والخدمات والمعلومات المتعلقة من نقطة المنشأ إلى نقطة الاستهلاك من أجل إرضاء متطلبات المستهلك» وبذلك حصرت هذه المنظمة تعريف السًّوقيات أو (اللوجستية) بمجال الأعمال. بينما عرفها معجم أوكسفورد للغة الإنكليزية بأنها: «فرع من العلوم العسكرية تختص بتدبير ونقل والحفاظ على المواد، الأفراد والوسائط.»
في اللوجستية العسكرية يحدد الخبراء كيف ومتى سيتم نقل الموارد إلى الأماكن التي يحتاجونها. في العلوم العسكرية التحكم في إيصال الموارد هو أمر حاسم في إستراتيجية المعركة بما أن القوات المسلحة لا تستطيع الصمود بدون الطعام، الوقود والذخيرة، إضافة مايمكن تزيده من خلال التدفق.
لقد كانت الخسارة البريطانية في حرب الاستقلال الأمريكية وخسارة إروين رومل في الحرب العالمية الثانية، تتعلق بشكل كبير بفشل لوجستي،
بينما يعتبر القادة التاريخيون هانيبال باركا، الإكسندر المقدوني ودوق ويلنغتون عباقرة لوجستيون.

## اللوجستية الإدارية
اللوجستية الإدارية هي جزء من سلسلة توريد المواد والتي تقوم بالتخطيط والتطبيق والتحكم بتدفق البضائع وتخزينها بشكل مرن وفعّال وذلك بين نقطة الإنتاج ونقطة الاستهلاك لهدف إرضاء المستهلك.
مفهوم بسيط آخر وهو: كل ما يتعلق بشحن وتفريغ وتستيف وتخزين البضائع وايضا توصيلها للعميل من مكان وصولها إلى مكان العميل، واللوجستيات عبارة عن نقل الركاب من مكان إلى آخر عن طريق البر أو البحر أو الجو، أهم ما يميز الوجستيات هي نقل البضائع من مكان إلى مكان دون حدوث تلفا بأي طرق سواء براً أو بحراً أو جواً.

## لوجستية الطرف الثالث
وتسمى أيضاً 3PL
النوع الأول: في أبسط حالاته تتولى شركة القيام باستلام بضاعة لشركة أخرى وتوضيبها ونقلها وتخزينها وتوزيعها.
النوع الثاني: يسمى ”مُطور الخدمات” service) developer)، ويقدم لزبائنه خدمات متقدمة تضيف قيمة، مثل: البحث والمتابعة وخدمات لوجستية خاصة مثل تغليف خاص.
النوع الثالث: ”مُحور الزبون” (customer adaptor)، يتولى جميع النشاطات اللوجستية للشركة ولكنه لا يطورها.
النوع الرابع: ”مطور الزبون” (customer developer): ويتولى النشاطات اللوجستية بالكامل ويتولى تطويرها ويتكامل مع كيان الشركة تماماً.

## أنظمة إدارة المستودعات وأنظمة التحكم المستودعي
هناك فرق شاسع بين كلٍ من أنظمة إدارة المستودعات وأنظمة التحكم المستودعية، إلا أنه يمكن تعريف إدارة المستودعات Warehousing Management System (WMS) بالقسم المسؤول عن التتنبئُ بالخطط الأسبوعية بالاعتماد على الإحصائيات والمؤشرات وعوامل أخرى. بينما تعمل أنظمة التحكم المستودعاتية Warehousing Control System (WCS) كمشرف على التحركات اللوجستية الحقيقة بشكل مباشر محاولا القيام بتفيذ المهام اللوجستية بأكمل وجه ممكن.

## لوجستية الأعمال
يمكن للفرد أن يعمل إما في شركة لوجستية بحتة (مثل شركة نقل أو طيران) بداخل قسم المهام اللوجستية لشركة. لكن المهام اللوجستية خصوصا في لوجستية الطرف الرابع جدا كبيرة وواسعة من حيث الإنتاج والتوزيع، والتخلص التام.
لذلك يمكن حتى لطالب في علوم اللوجستية الأجنبية (حاصل على شهادة الماجستير أو حتى البكالوريوس)أن يمد يد العون إلى الشركة وأن يعمل كمستشار في الخدمات اللوجستية المتعددة.

## لوجستية الإنتاج
هذا المصطلح يُستخدم لوصف المهام اللوجستية المتعلقة بالإنتاج كتوريد البضائع الأساسية إلى المصنع وكذلك توزيع المنتجات بعد انتهاء تصنيعها. إضافة إلى ذلك تحرص اللوجستية على توفير تدفق ماهر للبضائع يضمن استمرارية الإنتاج بالشكل الأنسب معتبرين في ذلك التكاليف ومستوى الخدمة وغيرها من الاعتبارات اللوجستية الهامة.
كذلك تهتم اللوجستية بما يعرف بالـ طرق تصميم المصانع الداخلية لتوفير تدفق فعال لكل من العمّال، البضائع، المعدّات، والمعلومات لتضمن أعلى مستوى من الإنتاجية بأقل التكاليف. كذلك تحرص اللوجستية الإنتاجية على تحديد مدى القدرات اللوجستية لاستعياب كمية الإنتاج وطول خطوط الإنتاج.

## لوجستية الطوارئ
هو مصطلح يستخدم من قبل الخدمات اللوجستية (الامداد والنقل) وسلسلة التوريد، والصناعات التحويلية للدلالة على المواعيد الزمنية المحددة والحرجة عبر وسائط النقل المستخدمة لنقل البضائع أو الأشياء بسرعة في حالة الطوارئ والاسباب في تجنيد الطوارئ في الخدمات اللوجستية يمكن أن تكون تأخير الإنتاج فعليا أو التأخير المتوقع في الإنتاج أو الحاجة الملحة لمعدات متخصصة لمنع مثل هذه الأحداث مثل بعض المشاكل التي تحدث اثناء هبوط طائرات (المعروف أيضا باسم «الطائرات على الأرض»، AOG)، وتأخر السفن، أو فشل الاتصالات السلكية واللاسلكية. يتم الحصول عادة في مثل تلك الحالات على طوارئ الخدمات اللوجستية المتخصصة التي تقدمها الشركات المانحة والمتخصصة.

## استخدام اللوجستيات
لا تخلو أي منظمة «حكومية أو خاصة» من عدة أقسام وإدارات تعمل باللوجستيات، فعلاوة على الشركات الخاصة والمصانع والاسواق الكبرى، تستفيد الحكومات من علم اللوجستيات وذلك عن طريق الاستفادة من خططه ومعلوماته في إدارة أقسامها، وعلى سبيل المثال وزارة الصحة العامة والإسعاف الطبي بالإضافة إلى إدارة نقل الأدوية، بالإضافة إلى وزارة الدفاع والقوة البرية والبحرية وتزويد الجنود بالعتاد اللازم والمعدات بل حتى القوات المساندة، بالإضافة إلى قواعد الدفاع المدني لدعم وإرسال الاحتياجات لمناطق الكوارث والحرائق وطرق إدارتها والتخطيط لتسهيل مهمة النقل اليها، بالإضافة إلى وزارة النقل وإدارة الطرق وغيرها من الإدارات الحكومية الأخرى.

## النطاق المهني للعلوم اللوجيستية
تطورت العلوم اللوجيستية لتصبح أحد القطاعات المهنية المثيرة التي تستهوي محبي المهن التجارية والحرفية، بل وعلى المستوى الأكاديمي أيضًا. ووفقًا لمنظور مؤشر الأداء اللوجيستي لعام 2014، وهو الدراسة الحالية للبنك الدولي، فإن منظومة تدريب المتخصصين في الخدمات اللوجيستية وإدارة سلسلة الإمداد تنطوي على إحدى أهم المهام بالنسبة للعاملين في قطاع الاقتصاد العالمي.
وهنا تجدر الإشارة إلى أن المواقع الريادية في قطاع الإدارة الوسطى أو العليا أصبحت تتطلب الآن أن يكون الفرد المتخصص قد أتم دراسته الأكاديمية حتى يمكنه توجيه سلاسل التوريد العالمية شديدة التشابك من موردي المواد الخام إلى المستهلك النهائي وتحسينها بقدر الإمكان. وتوجد العديد من المعاهد العليا التي تقدم برامج البكالوريوس أو الماجستير بتخصص العلوم اللوجيستية وإدارة سلسلة الإمداد، كلية عمان البحرية الدولية (سلطنة عمان)(الأكاديمية العربية للعلوم والتكنولوجيا والنقل البحري (القاهرة بمصر)، الجامعة الألمانية بالأردن (عمان بالأردن)، جامعة دبي (دبي بالإمارات العربية المتحدة)، تعد جامعة كوينه للعلوم اللوجيستية ومقرها هامبورغ (ألمانيا) هي الوحيدة في العالم التي تركز على الناحيتين البحثية والتدريسية في موضوع إدارة سلسلة الإمداد والعلوم اللوجيستية.
وإلى جانب المعرفة المتخصصة الأساسية فيجب أن يكون مديري القطاع اللوجيستي وسلسلة الإمداد لديهم قدر عالٍ للغاية من المعارف بين الثقافية وأن يتقنوا عدة لغات. والشروط اللازمة لذلك تتمثل في كونهم يفكرون بشكل كلي شامل وتحليلي منطقي، بالإضافة إلى الموهبة التنظيمية والقدرة على التواصل والمهارات القيادية. كما أن توفر المعارف الاقتصادية العلمية بدرجة جيدة جدًا والتفهم الشديد لطبيعة العمليات والمعرفة القانونية السليمة تعد من الشروط الهامة واللازمة لأجراء مفاوضات إبرام العقود مع مقدمي الخدمات اللوجيستية أو للتحضير لاتخاذ قرارات البيع أو الشراء.

## القطاع اللوجيستي: المهنة والمنظمات
بعض الجامعات والمعاهد البحثية تقوم بتدريب الطلاب ليصبحوا عاملين في القطاع اللوجيستي، وتقدم برامج الدراسة الجامعية والدراسات العليا مثل جامعة كوينه للعلوم اللوجيستية التي تقع في هامبورغ بألمانيا. الجامعة تركز بصفة أساسية على القطاع اللوجيستي وهي لا تهدف للربح وتدعمها مؤسسة كونه الخيرية التابعة لمؤسسة كلاوس-ميشائيل كونه للخدمات اللوجيستية.

## الهوامش والمصادر
1. ↑  منير البعلبكي؛ رمزي البعلبكي (2008). المورد الحديث: قاموس إنكليزي عربي (بالعربية والإنجليزية) (ط. 1). بيروت: دار العلم للملايين. ص. 677. ISBN:978-9953-63-541-5. OCLC:405515532. OL:50197876M. QID:Q112315598.
2. ↑  راجع كتاب « L'Audit Opérationnel, Efficacité, Efficience et Sécurité », Edit° Economica, Paris 1996,(collec. Gestion).
3. ↑  الموسوعة البريطانية، 2001 - لوجستية Logistics